# Lepadichthys bolini
Lepadichthys bolini is een straalvinnige vissensoort uit de familie van schildvissen (Gobiesocidae). De wetenschappelijke naam van de soort is voor het eerst geldig gepubliceerd in 1962 door John Carmon Briggs.